# Коркос, Витторио Маттео
Витторио Маттео Коркос (итал. Vittorio Matteo Corcos; 4 октября 1859, Ливорно, Тоскана — 8 ноября 1933, Флоренция) — итальянский художник-портретист.

## Биография
Витторио Коркос родился 4 октября 1859 года в Ливорно, в семье сефардских евреев Исака Коркоса и Джудиты Бакис. С 1870 года учился во флорентийской Академии изящных искусств в классе Энрико Полластрини (итал. Enrico Pollastrini. В 1878—1879 годах жил в Неаполе и работал в студии Доменико Морелли, чьи произведения значительно повлияли на творчество Коркоса. В 1880 году он переехал в Париж, где подписал контракт на 15 лет с художественной галереей Гупиль (фр. Goupil). Коркос посвятил своё творчество женским портретам и сценам из повседневной жизни горожан. С 1881 по 1886 годы он выставлялся в Салоне. После возвращения в Италию Коркос поселился во Флоренции и женился на Эмме Чабатти (итал. Emma Ciabatti), вдове Ротильяно, которая ввела его в высшее флорентийское общество. Картины Коркоса были хорошо приняты в культурных и аристократических кругах. В 1904 году Коркос приобрел известность в Германии, написав портреты Вильгельма II, императрицы Августы, португальской королевы Амелии, Маргариты Савойской.
Умер Коркос в 1933 году во Флоренции. Работы художника выставлены во многих музеях, в частности, в галерее Уффици и Национальной галерее современного искусства в Риме.

## Галерея

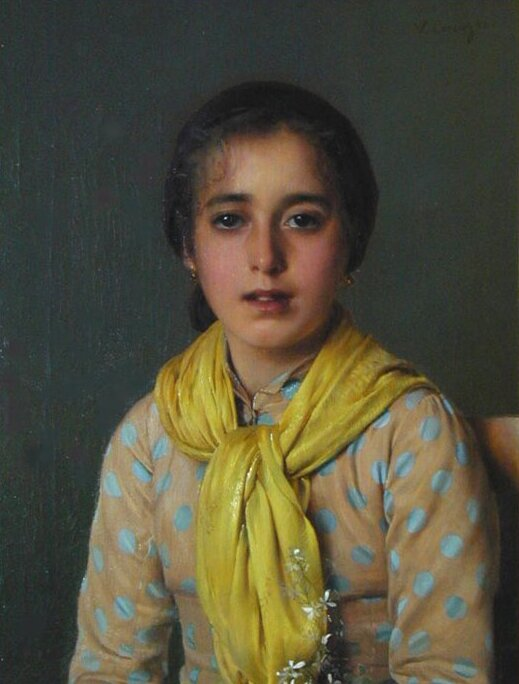
Девушка в жёлтой шали
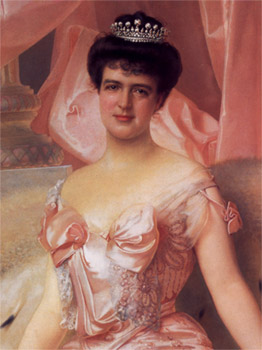
Портрет Амелии Орлеанской, 1905
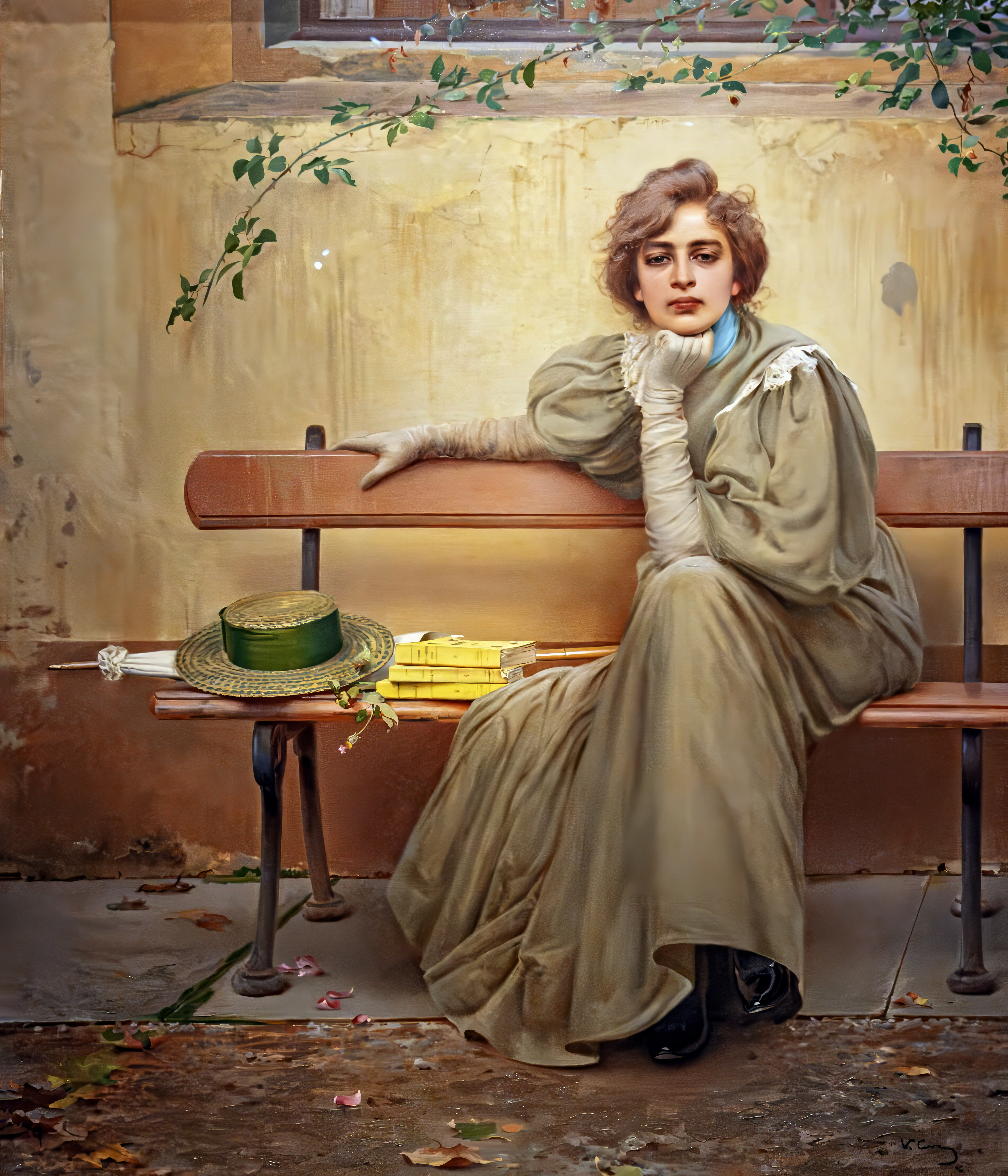
Мечты
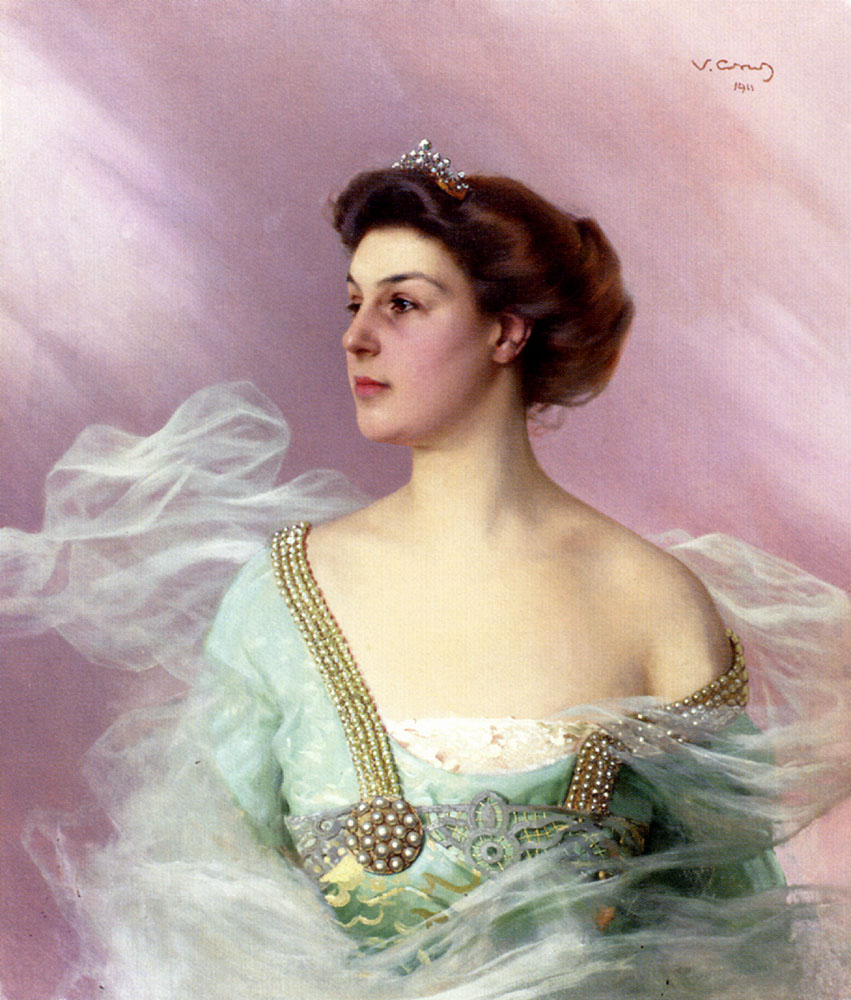
Женский портрет
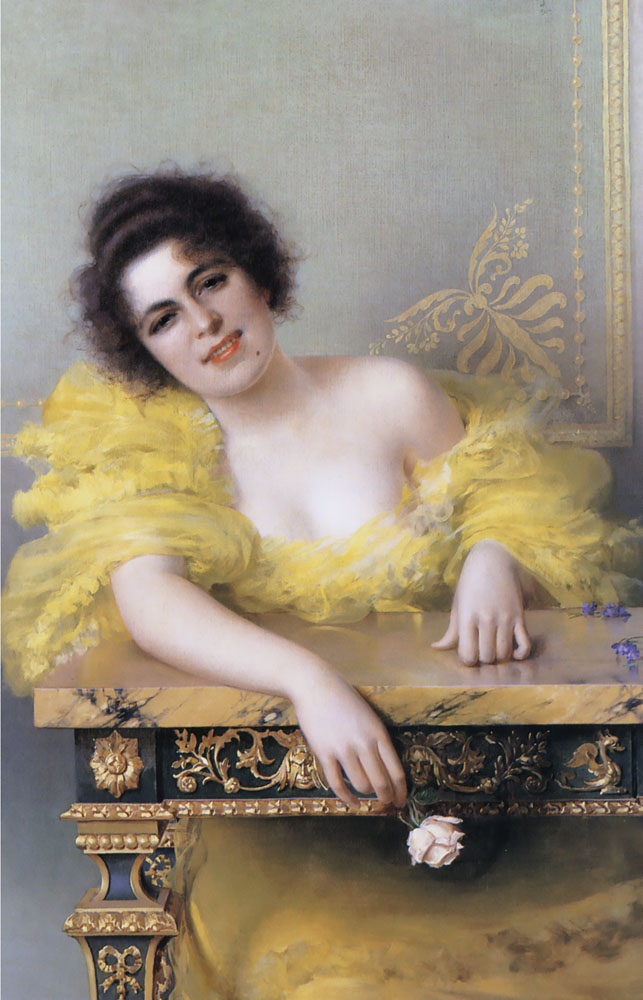
Портрет девушки
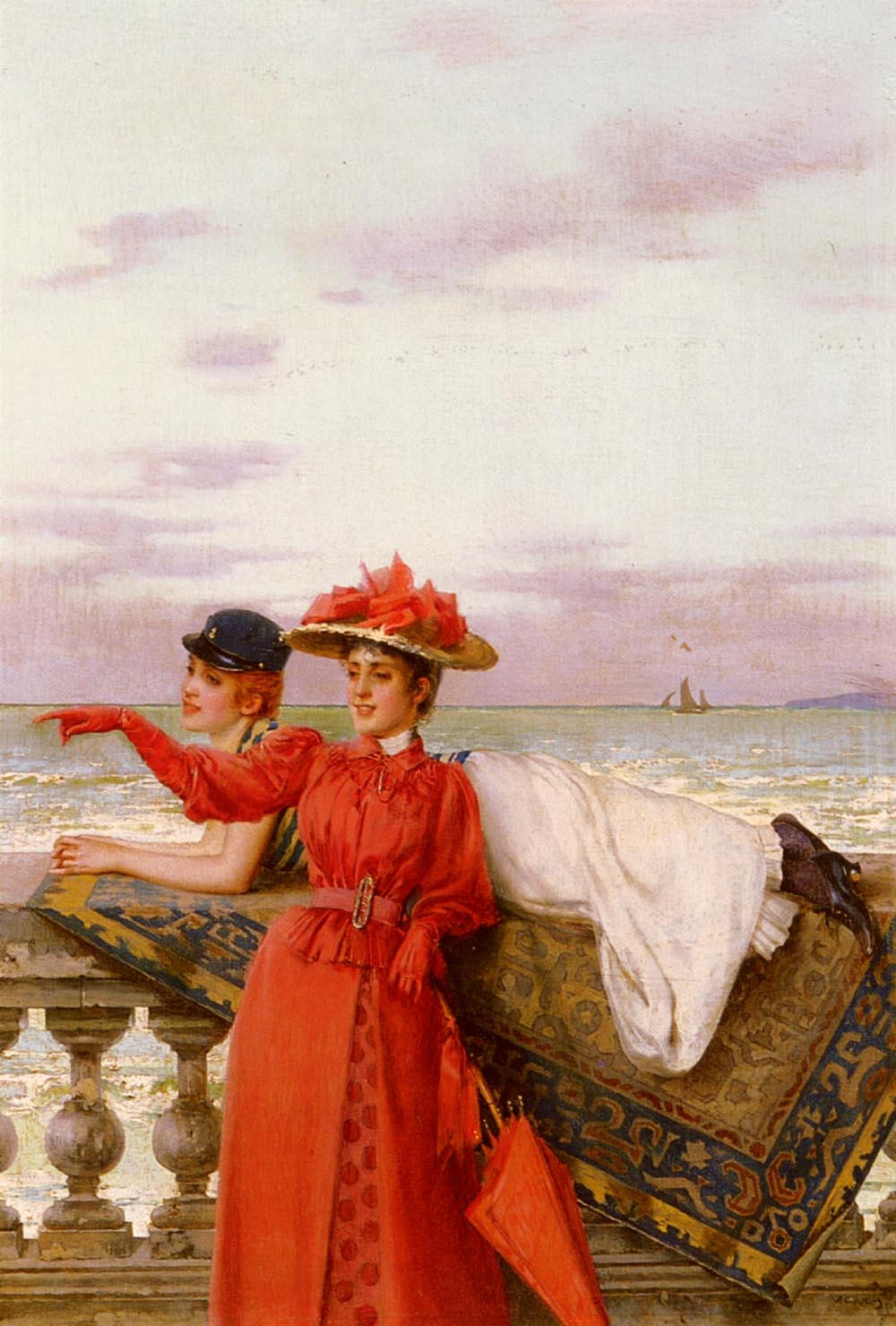
Глядя в море
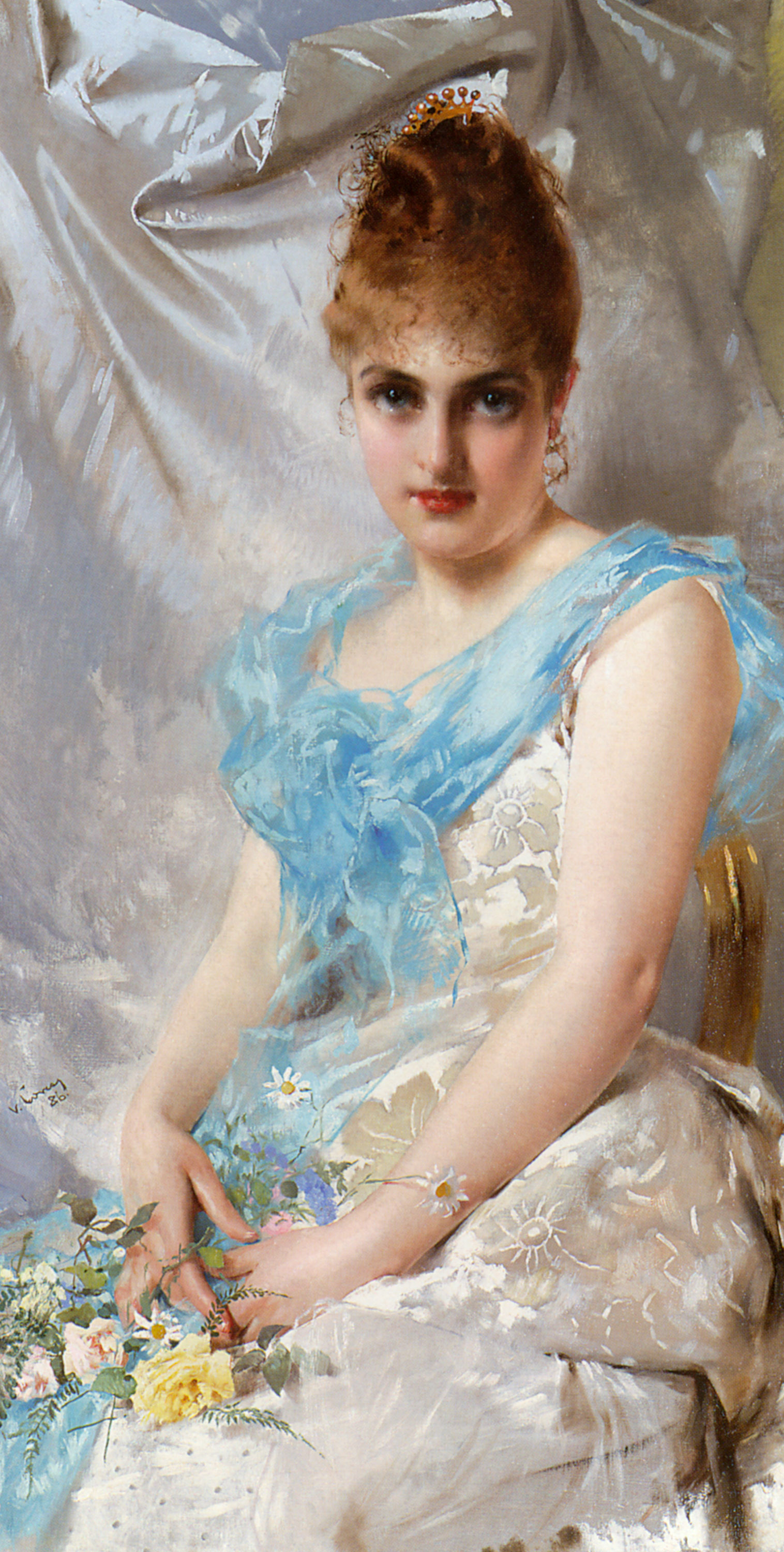
Весенняя красавица
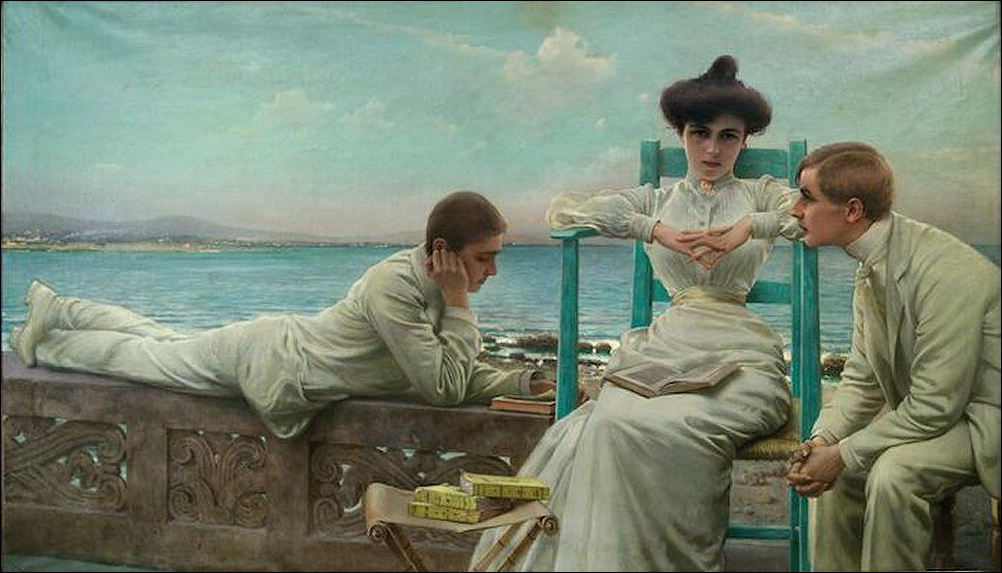
У моря за чтением
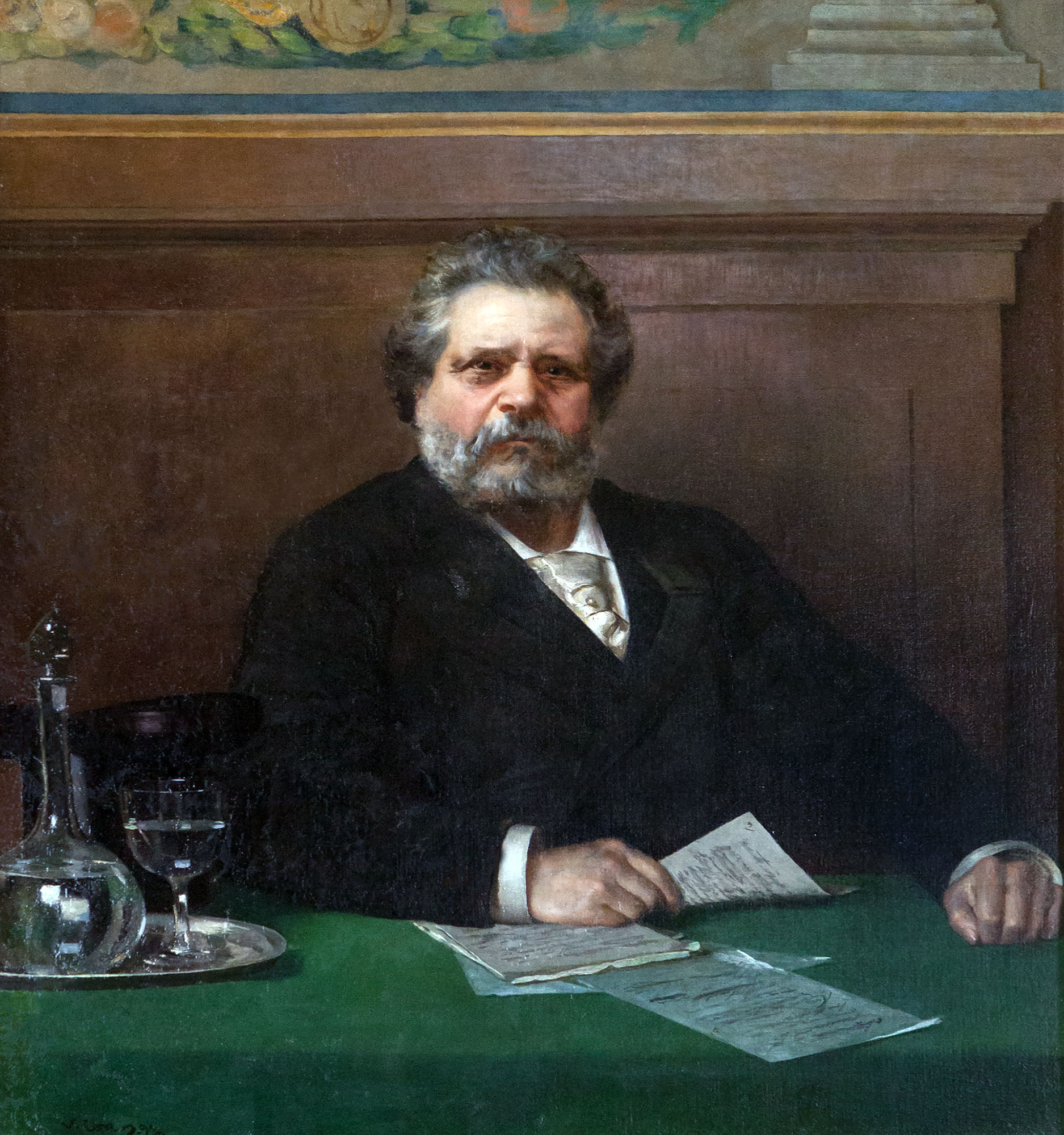
Портрет Джозуэ Кардуччи, итальянского поэта, писателя и литературного критика (1892 г.)
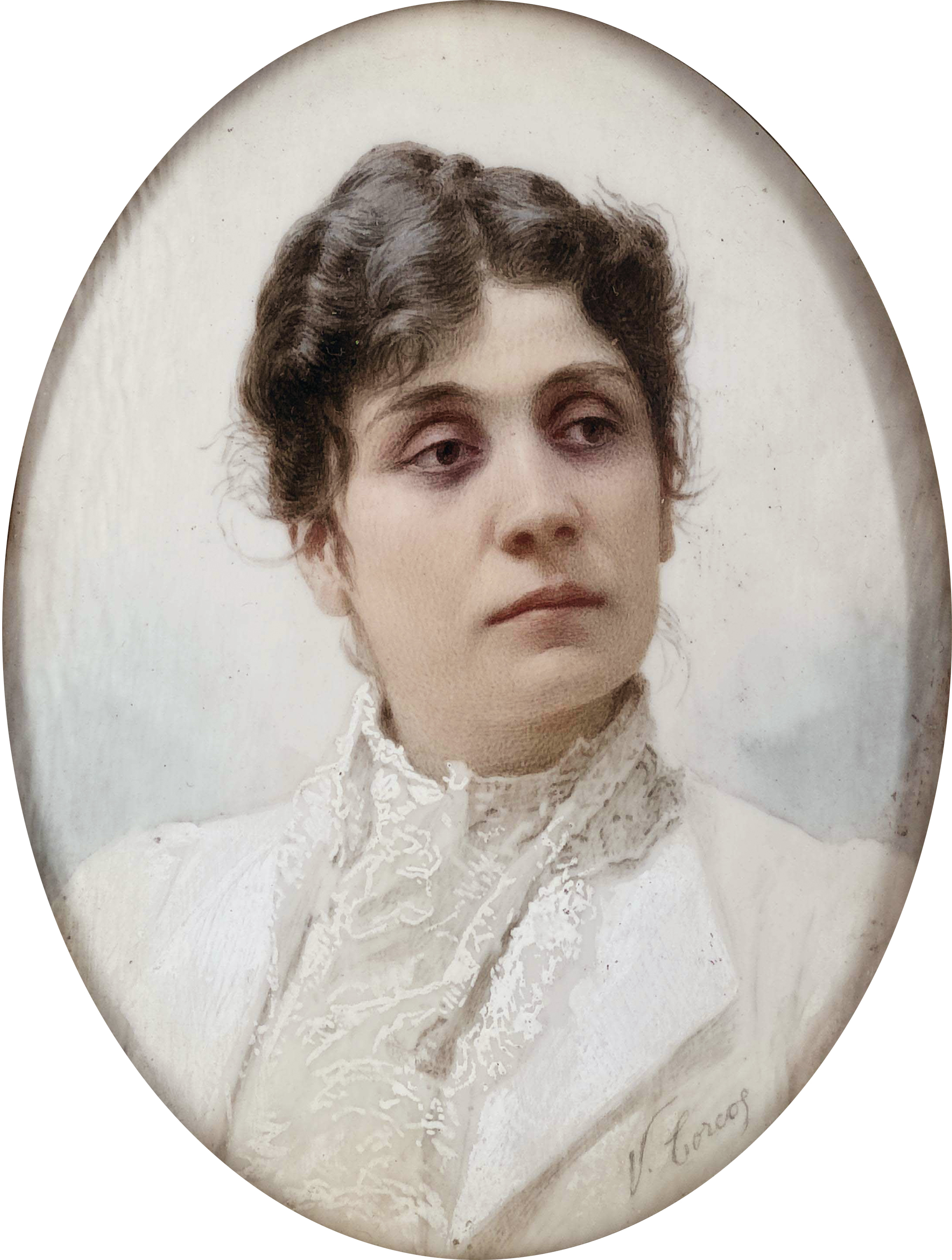
Портрет Элеоноры Дузе